# Victor Bak
Victor Bak Jensen (født 3. oktober 2003) er en dansk professionel fodboldspiller, der spiller som forsvarsspiller for Superliga klubben FC Midtjylland.

## Karriere

### FC Midtjylland
Victor Bak Jensen begyndte sin karriere i IF Nordthy, men skiftede til FC Midtjylland som U12-spiller, hvor han blev en del af FCM Elite Fodboldskolen. Bak arbejdede sig op gennem ungdomsrækkerne og begyndte at træne med klubbens førsteholdstrup i sæsonen 2021-22. I slutningen af december 2021 underskrev Bak Jensen en ny femårig aftale med FC Midtjylland. Den 22. maj 2022 blev Bak Jensen indkaldt til sin første professionelle kamp mod Randers FC. Han fik sin debut i samme kamp, hvor han spillede hele anden halvleg.
For at få lidt mere erfaring bekræftede klubben den 30. august 2022, at Bak Jensen var kommet til 1. divisions-side Hobro IK på en etårig låneaftale. Bak Jensen fik sin debut for Hobro i et 6-0 nederlag mod Hvidovre IF den 1. september 2022.